# Нуси-Бе (вулкан)
Нуси-Бе — вулкан, расположенный на одноимённом острове на северо-западе от острова Мадагаскар. Вулкан венчает шлаковый конус. Возник в современную эпоху. На западном склоне вулкана образовались 11 кратерных озёр, самое больше достигает 1,5 км в диаметре. В историческое время извержения вулкана не зафиксированы. В настоящий момент вулканическая активность не проявляется.